# Klaus: portrét politika ve dvaceti obrazech
Klaus: portrét politika ve dvaceti obrazech je kritická kniha českého politologa a publicisty Jiřího Pehe o českém politikovi Václavu Klausovi, která vyšla roku 2010.
Autor práci rozčlenil do 20 kapitol, které jsou vymezeny vždy jedním kalendářním rokem politického působení Václava Klause mezi lety 1990 až 2009 a které jsou nazvány podle tehdejších Klausových nejvýznamnějších veřejných aktivit (např. 1990 – Boj o Občanské fórum, 1998 – Opoziční smlouva apod.). Podle autora bylo účelem knihy zaplnit určitou mezeru, protože o nejvýraznější postavě české politiky dosud nevyšla žádná kniha, resp. knihy o Klausovi píše jen Klaus sám.
Při autogramiádě dne 22. října 2010 proti knize i jejímu autorovi demonstrovali zástupci iniciativy Akce D. O. S. T., ačkoli ČTK přiznali, že ji vlastně ani nečetli. Peheho pak označili za „zemského škůdce“ a „vlastizrádce“.

## Bibliografické údaje
- PEHE, Jiří. Klaus: portrét politika ve dvaceti obrazech. 1. vyd. Praha: Prostor, 2010. 287 s. ISBN 978-80-7260-240-7.

## Recenze
- Petr Zídek: Peheho Klaus je jedno velké klišé, povrchní a nekritické
- Petr Fischer: Havlův muž rekapituluje uplynulých dvacet let s Václavem Klausem. Ale opatrně
- Karel Hvížďala: Jiří Pehe: Klaus (recenze)
- Karel Dolejší: Peheho Klaus